# Mecynometa flabilis
Mecynometa flabilis är en spindelart som först beskrevs av Eugen von Keyserling 1893.  Mecynometa flabilis ingår i släktet Mecynometa och familjen käkspindlar. Inga underarter finns listade i Catalogue of Life.